# Harm-Peer Zimmermann
Harm-Peer Zimmermann (* 16. Januar 1958 in Herford) ist ein deutscher Volkskundler und Professor emeritus am Institut für Sozialanthropologie und Empirische Kulturwissenschaft der Universität Zürich.

## Leben
Harm-Peer Zimmermann ist in Husum aufgewachsen, wo er 1976 das Abitur absolvierte. Er studierte von 1976 bis 1986 Volkskunde, Soziologie, Philosophie, Geschichte, Literaturwissenschaft und Nordistik (Dänisch) mit wechselnden Schwerpunkten an der Universität Kiel. In der gleichen Zeit war er bis 1983 als Journalist für verschiedene Zeitungen des Schleswig-Holsteinischen Zeitungsverlages tätig. 1988 erfolgte seine Promotion, ausgezeichnet mit dem Kieler Preis zur Förderung der Wissenschaft. Von 1990 bis 1997 war er am Seminar für Volkskunde der Universität Kiel tätig. 1997 habilitierte er sich in Kiel und erhielt einen Ruf an die Universität Freiburg. In den Jahren 1999 bis 2012 war er Professor für Europäische Ethnologie/Kulturwissenschaft an der Universität Marburg. 2012 wechselte er an die Universität Zürich, wo er als Ordinarius am Institut für Sozialanthropologie und Empirische Kulturwissenschaft tätig war. Seit 2023 ist er emeritiert.
Zu seinen Arbeitsschwerpunkten gehören Populäre Literaturen und Medien mit zwei Forschungsschwerpunkten: Erzählforschung (Märchen, Mythen, Sagen) und kulturanthropologische Alters- und Demenzforschung (Narrative Gerontologie, Erzählen und Diskurse über Alter und Demenz). Hinzu kommen Untersuchungen zu Fragen der Pop- und Volksmusik, des Kulturerbes, des Museums- und Ausstellungswesens.
Zimmermann ist Herausgeber der internationalen Zeitschrift Fabula (Zeitschrift für Erzählforschung. Journal of Folktale Studies. Revue d’Etudes sur le Conte Populaire) und war bis 2022 Board Member des Journal of Aging Studies (USA). Von 2007 bis 2010 war er als Sachverständiger für die deutsche Bundesregierung tätig (Sechster Altenbericht).
Harm-Peer Zimmermann ist u. a. Mitglied im Präsidium der Ferdinand-Tönnies-Gesellschaft und arbeitet als Editor am Band 4 der Ferdinand Tönnies Gesamtausgabe. Ferner ist er Mitglied im Wissenschaftlichen Rat der Brüder Grimm-Gesellschaft und Mitglied im Präsidium der Märchen-Stiftung Walter Kahn. Von 2002 bis 2012 war er Mitglied der Jury für die Vergabe des Brüder-Grimm-Preises der Philipps-Universität Marburg.
Am 25. November 2022 fand seine Abschiedsvorlesung statt.

## Schriften (Auswahl)
- Alters- und Pflegeheime in der Pandemie. Leben mit Besuchs- und Ausgangsbeschränkungen. ISEK. Zürich 2022. ISSN 2235-1876.
- mit Simon Peng-Keller (Hrsg.): Selbstsorge bei Demenz. Alltag, Würde, Spiritualität. Campus, Frankfurt am Main, New York 2021, ISBN 978-3-593-51349-2.
- mit Simone Stiefbold (Hrsg.): Alter im Märchen. Volkach 2020: Märchen-Stiftung Walter Kahn.
- Ideen für die Zukunft der Pflege: personzentriert und kultursensibel. ISEK. Zürich 2020: ISSN 2235-1876.
- mit Kathrin Pöge-Alder (Hrsg.): Numinoses Erzählen. Das Andere – das jenseitige – das Zauberische. Halle 2019: Volkskundliche Kommission für Sachsen-Anhalt e.V.
- Kulturen der Sorge. Wie unsere Gesellschaft ein Leben mit Demenz ermöglichen kann. Campus, Frankfurt am Main 2018, ISBN 978-3-593-50894-8.
- Gutes Leben im Alterszentrum. Gespräche in 19 Einrichtungen in der Schweiz. Jonas, Weimar 2017, ISBN 978-3-89445-539-2.
- mit Angelika C. Messner, Andreas Bihrer: Alter und Selbstbeschränkung. Beiträge aus der Historischen Anthropologie. Böhlau, Wien 2017, ISBN 978-3-205-79420-2.
- mit Andreas Kruse, Thomas Rentsch: Kulturen des Alterns, Plädoyers für ein gutes Leben bis ins hohe Alter. Campus, Frankfurt am Main, New York 2016, ISBN 978-3-593-50553-4.
- Lust am Mythos. Kulturwissenschaftliche Neuzugänge zu einem populären Phänomen. Jonas, Marburg 2015, ISBN 978-3-89445-505-7.
- mit Sonja Windmüller: Sound des Wunderhorns. Kulturwissenschaftliche Resonanzen auf Bob Dylan. Berlin 2014, ISBN 978-3-938714-30-0.
- mit Thomas Rentsch und Andreas Kruse: Altern in unserer Zeit. Späte Lebensphasen zwischen Vitalität und Endlichkeit. Campus, Frankfurt am Main 2013, ISBN 978-3-593-39908-9.
- mit Christina Schlag, Christoph Otterbeck: Echt hessisch? Land – Leben – Märchen. Jonas, Marburg 2013, ISBN 978-3-89445-482-1.
- mit Andreas Kruse, Thomas Rentsch: Gutes Leben im hohen Alter. Das Altern in seinen Entwicklungsmöglichkeiten und Entwicklungsgrenzen verstehen. Heidelberg 2013, ISBN 978-3-89838-667-8.
- Zwischen Identität und Image. Die Popularität der Brüder Grimm und ihrer Märchen in Hessen (= Hessische Blätter für Volks- und Kulturforschung NF 44/45). Jonas, Marburg 2009, ISBN 978-3-89445-414-2.
- mit Julia Franke: Grimmskrams & Märchendising. Ausstellungskatalog: Märchen in der Massen- und Erlebniskultur heute. Berlin 2008, ISBN 3-938714-06-9.
- Empirische Kulturwissenschaft, Europäische Ethnologie, Kulturanthropologie, Volkskunde. Leitfaden für das Studium einer Kulturwissenschaft an deutschsprachigen Universitäten. Deutschland – Österreich – Schweiz. Marburg 2005, ISBN 3-89445-351-6.
- Was in der Geschichte nicht aufgeht. Interdisziplinäre Aspekte und Grenzüberschreitungen in der Kulturwissenschaft Volkskunde. Marburg 2003, ISBN 3-89445-312-5.
- Ästhetische Aufklärung. Zur Revision der Romantik in volkskundlicher Absicht. Würzburg 2001, ISBN 978-3-8260-1771-1.
- mit Kai Detlev Sievers: Das disziplinierte Elend. Zur Geschichte der sozialen Fürsorge in schleswig-holsteinischen Städten 1542 bis 1914 (= Studien zur Volkskunde und Kulturgeschichte Schleswig-Holsteins 30). Neumünster 1994, ISBN 3-529-02479-1.
- „Der feste Wall gegen die rote Flut“. Kriegervereine in Schleswig-Holstein 1864–1914. Neumünster 1989, ISBN 978-3-529-02471-9.